# Antanifotsy (Analanjirofo)
Antanifotsy is een plaats en commune in het oosten van Madagaskar, behorend tot het district Soanierana Ivongo, dat gelegen is in de regio Analanjirofo. Tijdens een volkstelling in 2001 telde de plaats 14.643 inwoners.
De plaats biedt enkel lager onderwijs aan. 95 % van de bevolking werkt als landbouwer en 2 % verdient zijn brood als visser. De belangrijkste landbouwproducten zijn rijst en kruidnagelen; andere belangrijke producten zijn lychee en vanille. Verder is 3% actief in de dienstensector.